# Бабёнки (Кимрский район)
Бабёнки — деревня в Кимрском районе Тверской области. Входит в состав Ильинского сельского поселения.

## География
Находится в юго-восточной части Тверской области на расстоянии приблизительно 18 км на северо-запад по прямой от районного центра города Кимры в левобережной части района.

## История
Известна была с 1628 года как деревня, владение старицы Мстиславской, с 1645 года новое владение московского Архангельского собора. В 1780-х годах 28 дворов. В 1859 году здесь (деревня Корчевского уезда Тверской губернии) было учтено 28 дворов, в 1887 — 28.

## Население
Численность населения: 121 человек (1780-е годы), 194 (1859 год), 193 (1887), 18 (русские 89 %) в 2002 году, 11 в 2010.